# Air East
Air East Inc. è stata una compagnia aerea regionale con sede presso l'aeroporto di Johnstown-Cambria a Johnstown, in Pennsylvania.

## Storia
Era stata fondata nel 1967. Il 25 ottobre1970 Air East inaugurò sei voli giornalieri nell'ambito del marchio code-sharing "Allegheny Commuter" per Altoona, Harrisburg e Pittsburgh. Il 7 marzo 1974 la Federal Aviation Administration revocò il certificato di operatore aereo (COA) "a causa di numerose violazioni, pratiche non sicure, politiche e tattiche coercitive... Air East Inc. ha dimostrato di non possedere il giudizio, la responsabilità o la disposizione di conformità richiesta a un titolare di un certificato di operatore commerciale di aerotaxi." Le attività di volo furono interrotte il 31 maggio. Le rotte furono trasferite a Pennsylvania Commuter Airlines, pure inserita nel gruppo "Allegheny Commuter".

## Flotta
La compagnia aerea aveva utilizzato inizialmengte DeHavilland DH.104 "Dove" ma operava turboelica Beechcraft 99 e British Aerospace Jetstream 31 al momento della chiusura.

## Omonimie
Air East di Johnstown (Pennsylvania) non è stata assolutamente collegata con:
- Air East Airlines Inc. di Conroe (Texas), denominata Aerosmith fino al 1968, che aveva iniziato piccoli collegamenti di linea nel giugno 1969 con Piper PA-31 ma li interruppe nel 1971.[4]
- Un'iniziativa che usò il nome "Air East" e che nel 1970 operava tra New Orleans e Lafayette, LA.[4][7]
- Air East Airlines di Westfield (Massachussets) che aveva iniziato piccoli collegamenti di linea nel settembre 1979 con Piper PA-31 ma li interruppe nell'anno seguente.[4]
- Un'altra iniziativa denominata "Air East"[4] che volò da Farmingdale (stato di New York) dal 1982[8] fino al termine del 2011,[9] quando si fuse con Ventura, un'aerolinea operativa a partire da luglio 2016.[10]

## Incidenti
- 6 gennaio 1974 - Un Beechcraft 99A di Air East si schianta prima della pista di Johnstown dopo non essere riuscito a mantenere la velocità di volo e sceso prematuramente al di sotto del pendio di avvicinamento sicuro per ragioni non determinate. Dei 15 passeggeri e due membri dell'equipaggio a bordo, 11 passeggeri e un membro dell'equipaggio perdono la vita.[11] Il National Transportation Safety Board pubblica i suoi risultati sull'incidente il 15 gennaio 1975. La conclusione sulla probabile causa è "Una discesa prematura al di sotto di un pendio di avvicinamento sicuro seguita da uno stallo e dalla perdita di controllo dell'aereo. non è stato possibile determinare la discesa, ma è stato probabilmente il risultato di: (1) una discesa deliberata al di sotto dell'altitudine minima di discesa pubblicata per stabilire un riferimento con le luci di avvicinamento ed effettuare l'atterraggio, (2) una disabilità visiva o un'illusione ottica creata dal sistemi di illuminazione di pista/avvicinamento e (3) correnti discendenti vicino all'estremità di avvicinamento della pista..".[12]